# 环戊胺
环戊胺是一种有机化合物，化学式为C5H11N。它可由硝基环戊烷的还原反应或环戊酮的还原胺化反应制得。在碳酸钾存在下，它和溴乙酰溴反应，可以得到N-环戊基溴乙酰胺。